# Fulcher z Chartres
Fulcher z Chartres (ur. ok. 1059 w lub w pobliżu Chartres, zm. 1127) był kronikarzem I krucjaty, pisał po łacinie.

## Życiorys
Jego prośba o przyjęcie jako kanonika przez Baldwina z Boulogne w roku 1097 wskazuje, że był księdzem, najprawdopodobniej po seminarium duchownym w Chartres. Nie był jednakże członkiem kapituły katedralnej, bowiem jego nazwisko nie figuruje na liście Dygnitarzy kościoła NMP z Chartres.
Szczegółowy opis synodu w Clermont-Ferrand w jego kronice sugeruje, że uczestniczył w nim osobiście, lub uzyskał relację od kogoś, kto tam był, być może biskupa Iwo z Bretanii (Iwo z Chartres), który miał wpływ na formowanie opinii Fulchera na temat reform w Kościele wobec sporu o inwestyturę ze Świętym Cesarstwem Rzymskim.
Fulcher należał do dworów hrabiego Stefana de Blois i Robert Normandzkiego, przy których pomocy przedostał się w roku 1096 przez południową Francję i Włochy do Bari, skąd przybył drogą morską do Konstantynopola w 1097, gdzie dołączył do połączonych sił I krucjaty. Przemierzył wraz z armią bezdroża Azji Mniejszej, by dotrzeć w 1097 pod mury Antiochii, gdzie został mianowany kapelanem Baldwina z Boulogne. Podążył za swym nowym panem do Edessy, gdzie Baldwin założył swe państwo.
Po zdobyciu Jerozolimy w roku 1099 Fulcher towarzyszył Baldwinowi w podróży do tego Świętego Miasta, by dopełnić swych pielgrzymich obowiązków. Gdy Baldwin został królem w roku 1100, Fulcher przeniósł się wraz z nim do Jerozolimy, gdzie przypuszczalnie nadal pełnił obowiązki kapelana do roku 1115. Po 1115 został kanonikiem bazyliki Grobu Świętego, gdzie prawdopodobnie opiekował się relikwiami i skarbcem świątynnym. Fulcher zmarł wiosną 1127 roku.

## Kronika
Fulcher zaczął prowadzić zapiski późnym latem 1100 roku albo też wiosną 1101, w wersji, która nie tylko przetrwała, ale dotarła do Europy jeszcze za jego życia. Ta wersja została skompletowana około roku 1106 i została wykorzystana jako źródło przez Guiberta z Nogent, współczesnego Fulcherowi kronikarza europejskigo.
Miał w Jerozolimie co najmniej jedną bibliotekę do swej dyspozycji, gdzie znajdowały się listy i inne dokumenty dotyczące krucjaty. W tej bibliotece musiały znajdować się Historia Francorum Rajmunda z Aguilers, jak również Gesta Francorum, które posłużyły za źródła tam, gdzie Fulcher nie mógł liczyć na zeznania świadków.
Fulcher zamknął swą kronikę w trzech księgach. Księga I opisuje wydarzenia od synodu w Clermont w roku 1095 aż do zdobycia Jerozolimy i założenia Królestwa Jerozolimskiego przez Gotfryda z Bouillon. Znajduje się w niej wręcz entuzjastyczny opis Konstantynopola. W Księdze II opisuje czyny Baldwina I, który, jako następca Gotfryda, został królem i panował w latach 1100–1118. Trzecia i ostatnia księga opisuje okres panowania Baldwina II aż do roku 1127, kiedy to Jerozolimę nawiedziła zaraza, której ofiarą padł również Fulcher. Druga i trzecia księga powstały w latach 1109–1115 i 1118–1127, kiedy to Fulcher przygotowywał ich drugie wydanie.
Praca Fulchera była wykorzystywana przez wielu kronikarzy po nim. Wilhelm z Tyru i William z Malmesbury użyli jej częściowo jako źródła.